# Белов, Александр Романович (военный)
Александр Романович Белов (8 октября 1901, д. Ново-Гришкино, Вятская губерния,  Российская империя — июль 1983, Москва, СССР) — советский военачальник, генерал-майор (03.06.1944).

## Биография
Родился 8 октября 1901 года в деревне Ново-Гришкино, ныне несуществующая деревня, располагавшаяся на территории  современного Порымозаречного сельского поселения в Граховском районе Удмуртии, в крестьянской семье. Татарин. Работать начал с 11 лет, сначала пастухом, затем на Бондюжском химическом заводе.

### Военная служба

#### Гражданская война
12 ноября 1919 года по партийной мобилизации вступил в РККА и был зачислен курсантом на 1-е пехотные Казанские курсы. Через четыре месяца, не окончив их, заболел тифом и находился на лечении в казанском госпитале. В апреле 1920 года назначается помощником командира взвода в 20-й стрелковый полк 7-й Алатырской стрелковой бригады и в начале мая убыл с ней на Польский фронт. В июне бригада была расформирована, а  Белов назначен в 66-й стрелковый полк 8-й стрелковой дивизии и проходил в нем службу помощником командира взвода команды пеших разведчиков. 18 августа 1920 года под Варшавой в условиях окружения в составе полка попал в плен. Через месяц, 28 сентября, в числе других военнопленных из Тухольского лагеря был направлен в Псковский полк армии генерала С. Н. Булак-Балаховича, действовавший против частей Красной армии в районе Пинска. 11 ноября перешел в Красную армию и служил затем помощником командира взвода и старшиной в 1-м Московском военно-карантинном пункте. В феврале 1921 года по заключению медицинской комиссии был отпущен в отпуск, по его окончании назначен в городе Вятка старшиной пересыльного пункта.

#### Межвоенные годы
В мае 1921 года зачислен курсантом на 106-е Вятские пехотные подготовительные курсы, после их расформирования в 1922 года переведен в 10-ю Вятскую пехотную школу. Весной 1924 года она переводится в город Сумы и переименовывается в 10-ю пехотную Сумскую школу комсостава. В сентябре 1924 года окончил ее и был назначен командиром пулеметного взвода в 5-й Туркестанский Краснознаменный полк 2-й стрелковой дивизии Туркестанского фронта. С июня 1926 года по июль 1927 года командовал пулеметной ротой в Памирском отряде, затем вновь служил во 2-й стрелковой дивизии командиром роты 4-го Туркестанского стрелкового полка. Принимал участие в борьбе с басмачеством. В апреле 1929 года переведен в СКВО, где назначается в 37-й стрелковый полк 13-й Дагестанской стрелковой дивизии в городе Каменск. Здесь он проходил службу командиром роты и помощником начальника штаба полка. С декабря 1931 года исполнял должности помощника начальника 1-й части, затем начальника 5-го отделения, а с сентября 1938 года — начальника штаба этой дивизии (в составе БВО). Одновременно в этот же период учился на заочном отделении Военной академии РККА им. М. В. Фрунзе. В марте 1939 года майор Белов назначен начальником отдела боевой подготовки штаба Минской группы войск БОВО. С ноября 1939 года исполнял должность заместителя начальника штаба — начальника оперативного отдела штаба 16-го особого стрелкового корпуса в Литве в городе Вилейка.

#### Великая Отечественная война
С началом войны в составе этого же корпуса 11-й армии Северо-Западного фронта участвовал в приграничном сражении на каунасско-виленском направлении. В начале августа на базе корпуса и войск Новгородской армейской группы была сформирована 48-я армия, а подполковник Белов назначен в ней начальником оперативного отдела. Не закончив формирования, ее войска вступили в бои на рубеже Большой Волок, р. Мшага, Шимск, западнее озера Ильмень. Затем армия в составе войск Северного (с 20 августа) и Ленинградского (с 27 августа) фронтов вела упорные бои с противником, наступавшим в направлении Чудово, Колпино. В начале сентября армия вынуждена была отойти в район Шлиссельбурга. 14 сентября ее полевое управление было расформировано, а Белов назначен начальником оперативного отдела штаба 54-й армии. Участвовал с ней в Тихвинских оборонительной и наступательной операциях, затем в начале 1942 года — в Любанской операции на волховском направлении.
5 июня 1942 года полковник Белов был допущен к командованию 285-й стрелковой дивизией, которая в составе 54-й армии вела оборонительные бои в районе Дубовик, Липовик. С 28 августа 1943 года он переведен на должность командира 378-й стрелковой дивизии, находившейся в резерве Волховского фронта. С 26 сентября дивизия вошла в 59-ю армию и заняла оборону севернее Новгорода на рубеже Теремец — Муравьи. 14 января 1944 года она, форсировав реку Волхов и прорвав сильно укрепленную оборону противника, перешла к его преследованию в южном и юго-западном направлениях. В составе 59-й, а с 26 января — 8-й армий Волховского и Ленинградского (с 15 февраля) фронтов ее части участвовали в Ленинградско-Новгородской, Новгородско-Лужской наступательных операциях, в освобождении города Новгород. Приказом ВГК от 21 января 1944 года дивизии, отличившейся в боях по освобождению Новгорода, было присвоено наименование «Новгородская». С 20 февраля дивизия выведена в резерв Ленинградского фронта, затем переброшена в район Кингисеппа и 2 марта вошла в состав 2-й ударной армии. С 17 по 20 марта ее части вели наступательные бои в направлении города Нарва, затем дивизия была выведена к реке Луга в район Извоз. С 23 марта она занимала оборону восточнее Пскова, находясь в 59-й и 42-й армиях Ленинградского и 3-го Прибалтийского (с 24 апреля) фронтов. С 27 июня по 8 июля 1944 года дивизия была передислоцирована в район Витебска, затем оттуда переброшена под Полоцк. С 8 июля она, форсировав реку Дрисса, перешла в наступление и в составе 4-й ударной армии 2-го, а с 8 августа — 1-го Прибалтийских фронтов участвовала в Белорусской, Шяуляйской и Режицко-Двинской наступательных операциях. Пройдя с боями около 300 км, ее части освободили свыше 700 нас. пунктов, в том числе города Даугавпилс, Екабпилс, Краслава. В дальнейшем дивизия вела наступательные бои на территории Латвии, участвуя в Прибалтийской, Мемельской и Рижской наступательных операциях. 8 января 1945 года генерал-майор  Белов был ранен и до 12 марта находился на лечении в госпитале, а по выздоровлении назначается начальником отдела — представителем уполномоченного СНК по делам репатриированных граждан СССР из Германии и оккупированных ею стран при Военном совете 1-го Белорусского фронта.
За время войны комдив Белов  был  два  раза персонально упомянут в благодарственных в приказах Верховного Главнокомандующего.
Участвовал в Параде Победы в Москве 24 июня 1945 года.

#### Послевоенное время
После войны с июня 1945 года занимал должность заместителя начальника Управления по репатриации при Военном совете ГСОВГ. В ноябре был переведен в Военную академию им. М. В. Фрунзе старшим преподавателем кафедры общей тактики. С апреля 1947 года по март 1950 года исполнял должность старшего преподавателя по оперативно-тактической подготовке — тактического руководителя учебной группы курсов усовершенствования командиров стрелковых дивизий при академии, затем вновь работал на кафедре общей тактики старшим преподавателем и старшим тактическим руководителем, с июля 1951 года — заместитель начальника кафедры. С декабря 1953 года по декабрь 1954 года проходил переподготовку на ВАК при Высшей военной академии им. К. Е. Ворошилова, затем был оставлен в ней в должности старшего преподавателя кафедры оперативного искусства. 24 февраля 1962 года генерал-майор Белов уволен в запас.

## Награды
- орден Ленина (21.02.1945)[7][8]
- четыре ордена Красного Знамени (23.01.1944[9], 09.06.1944[10],  03.11.1944[8][11], 15.11.1950[8])
- орден Красной Звезды (23.05.1942)[12]
- медали в том числе:
  - «За оборону Ленинграда» (10.08.1943)[13]
  - «За Победу над Германией в Великой Отечественной войне 1941—1945 гг.» (1945)
  - «Ветеран Вооружённых Сил СССР» (1976)
- знак «50 лет пребывания в КПСС»

Приказы (благодарности) Верховного Главнокомандующего в которых отмечен А. Р. Белов.
- За овладение важным хозяйственно-политическим центром страны городом Новгород– крупным узлом коммуникаций и мощным опорным пунктом обороны немцев. 20 января 1944 года № 61.
- За прорыв глубоко эшелонированной обороны противника юго-восточнее города Рига, овладении важными опорными пунктами обороны немцев — Бауска, Иецава, Вецмуйжа и на реке Западная Двина — Яунелгава и Текава, а также занятии более 2000 других населённых пунктов. 19 сентября 1944 года.  № 189.

Почётные звания
- Почетный гражданин города Великий Новгород[6].

## Память
- Решением Новгородского горисполкома с января 1985 года  именем генерала Белова названа улица в городе Великий Новгород и установлена памятная мемориальная доска на доме № 14 по этой улице[6].